# Shimon Gershon
Shimon Gershon (hebreiska: שמעון גרשון) född 6 oktober 1977 i Tel Aviv, Israel, är en före detta professionell fotbollsspelare (mittback). Han har spelat i Hapoel Tel-Aviv där han var  lagkapten, samt Beitar Jerusalem. Gershon debuterade i det israeliska landslaget 1999.
Shimon Gershon har vid sidan om fotbollen också odlat en musikkarriär. Han har släppt ett album tillsammans med sin fru, fotomodellen Mali Levi och sin bror Savi Gershon.